# Arvīds Jurgens
Arvīds Jurgens (* 27. Mai 1905 in Riga; † 17. Dezember 1955 in Montreal) war ein lettischer Fußballnationalspieler.
Jurgens begann seine Karriere beim JSK Riga. Von dort wechselte er später zum RFK Riga. Von Sommer 1928 bis Ende 1929 spielte er beim FK Austria Wien. Danach kehrte er in die Heimat zurück und war bei Riga Vanderers und ASK Riga tätig. Für die Nationalmannschaft debütierte er 1924. Bis 1935 absolvierte er 38 Länderspiele. Zwischen 1932 und 1937 spielte er sehr erfolgreich Eishockey für den Verein HK ASK Rīga. Auch wurde er 1936 für die Olympischen Spiele 1936 eingesetzt.
- 1921–1922:  JSK Riga
- 1923–1927:  RFK Riga
- 1928–1929:  FK Austria Wien
- 1930–1932:  Riga Vanderers
- 1932–1938:  ASK Riga